# 拉什·林博
拉什·哈德逊·林博三世（英語：Rush Hudson Limbaugh III，1951年1月12日—2021年2月17日）是美國右翼電台主持人和記者，作家，自由意志主义運動者。

## 生平
2020年由時任美國總統川普授予「總統自由勳章」。
2021年2月17日去世，享壽70歲。據他的妻子Kathryn Rogers Limbaugh稱，死因为肺癌併發症。